# Lijst van beschermd erfgoed in Saint-Hubert
Onderstaande tabel geeft een overzicht van de beschermde erfgoederen in de gemeente Saint-Hubert. Het beschermd erfgoed maakt onderdeel uit van het cultureel erfgoed in België.
| Object | Bouwjaar/architect | Deelgemeente | Adres | Coördinaten                  | Nummer?                | Afbeelding |
| --- | ------------------ | ------------ | --- | ---------------------------- | ---------------------- | --- |
| Basiliek van Sint-Hubertus, oude abdijkerk |                    |              | | 50° 1' 35" NB, 5° 22' 30" OL | 84059-CLT-0001-01 Info | Basiliek van Sint-Hubertus, oude abdijkerk |
| Kerk Saint-Gilles-au-Pré |                    |              | rue Saint-Gilles (M) et ensemble formé par l'église, le cimetière désaffecté qui l'entoure et le presbytère (S) | 50° 1' 32" NB, 5° 22' 13" OL | 84059-CLT-0003-01 Info | Kerk Saint-Gilles-au-Pré |
| Gebouwen en deelstructuren van de oude oven Saint-Michel en de percelen rond deze gebouwen |                    |              | | 50° 4' 57" NB, 5° 20' 31" OL | 84059-CLT-0004-01 Info | Gebouwen en deelstructuren van de oude oven Saint-Michel en de percelen rond deze gebouwen |
| Gebouw gelegen op het platteland van Arville, oude fenderie |                    |              | rue des Ardennes                                                                                                | 50° 1' 23" NB, 5° 17' 51" OL | 84059-CLT-0005-01 Info | |
| Kasteel van Mirwart |                    |              | rue du Château (M) et ensemble formé par ce château et les terrains environnants (S)                            | 50° 3' 17" NB, 5° 15' 27" OL | 84059-CLT-0006-01 Info | Kasteel van Mirwart |
| Molen van En Haut: gebouwen en machinerie en het ensemble van de diverse gebouwen en de omgeving |                    |              | route d'Hatrival                                                                                                | 50° 0' 55" NB, 5° 21' 22" OL | 84059-CLT-0008-01 Info | |
| Abdijcomplex Saint-Hubert (abdij-paleis (interieur en exterieur), binnenplaats, fontein uit de 19e eeuw, gevels en daken van de andere gebouwen en de lokale middelbare school, behalve de oude kapel en het ensemble van de gebouwen met binnenplaatsen |                    |              | | 50° 1' 37" NB, 5° 22' 31" OL | 84059-CLT-0009-01 Info | Abdijcomplex Saint-Hubert (abdij-paleis (interieur en exterieur), binnenplaats, fontein uit de 19e eeuw, gevels en daken van de andere gebouwen en de lokale middelbare school, behalve de oude kapel en het ensemble van de gebouwen met binnenplaatsen |
| De deur (portiek toren) van het abdij-ensemble |                    |              | rue du Parc | 50° 1' 37" NB, 5° 22' 37" OL | 84059-CLT-0010-01 Info | De deur (portiek toren) van het abdij-ensemble |
| Altaar met het standbeeld van Sint-Sebastiaan in de kerk Saint-Martin |                    |              | | 50° 4' 28" NB, 5° 18' 23" OL | 84059-CLT-0011-01 Info | |
| Declassering van de interieurdelen van de eerste etage van het kasteel van Mirwart en uitbreiding van de classificatie met de buitenmuren en de oude resten van het kasteelterras met uitzicht op het dorp                                               |                    |              | | 50° 3' 17" NB, 5° 15' 29" OL | 84059-CLT-0012-01 Info | |
| Ensemble van de Basiliek van Sint-Hubertus uitgezonderd het instrumentale gedeelte van het orgel |                    |              | | 50° 1' 35" NB, 5° 22' 30" OL | 84059-PEX-0001-01 Info | Ensemble van de Basiliek van Sint-Hubertus uitgezonderd het instrumentale gedeelte van het orgel |
| Abdij-paleis |                    |              | | 50° 1' 36" NB, 5° 22' 26" OL | 84059-PEX-0002-01 Info | Abdij-paleis |